# Örkelljunga samrealskola
Örkelljunga samrealskola var en realskola i Örkelljunga verksam från 1924 till 1967.

## Historia
Skolan inrättades 1920 som en högre folkskola, vilken 1 januari 1924 ombildades till en kommunal mellanskola.  Denna ombildades från 1945 successivt till Örkelljunga samrealskola.
Realexamen gavs från 1924 till 1967.
En ny skolbyggnad fanns från början av 1950-talet som senare använts av Kungsskolan.